# Feng Huang

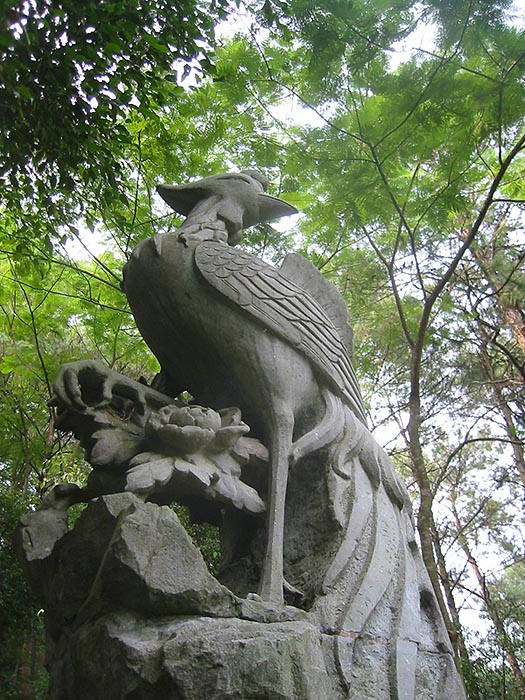
Standbeeld van de Feng Huang in Nanning (Guangxi, China)

De Fenghuang is de Chinese feniks, een fabeldier waarin het mannelijke (feng) en het vrouwelijke (huang) verenigd zijn als yin en yang. Het dier zou geboren zijn uit de zon, is keizer van de 360 vogelklassen en wordt beschouwd als een van de vier hemelse dieren. De vijf kleuren van zijn veren (rood, azuur, geel, wit en zwart) symboliseren de hoofddeugden.
Feng Huang is een van de vier Hemelse dieren:
- De feniks (Feng Huang)
- De schildpad
- De Chinese draak
- De witte tijger

Volgens sommige bronnen zou de Feng Huang geheel zijn samengesteld uit delen van andere dieren, onder andere de eenhoorn, zwaluw, slang, vis, kraanvogel, woerd, draak en schildpad. Volgens de meeste bronnen bestaat het lichaam van de Feng Huang uit een snavel van een haan, het gezicht van een zwaluw, het voorhoofd van een kip, de nek van een slang, de rug van een schildpad, benen van een hengst, de borst van een gans en de staart van een vis.
Zijn lied zou de bron van de Chinese toonladder zijn. De Chinese feniks woont met de eenhoornige Ki-Lin in de Heuvels van Vermiljoen, waar het een nest heeft in de wu-tung-boom. Hij leeft van bamboescheuten en drinkt dauw.
Alleen in vreedzame tijden, of als er een grote wijze of goede keizer wordt geboren, verlaat de Feng Huang het Land der Onsterfelijken om voorspoed aan te kondigen, vergezeld door vele andere vogels die hem eren als de allermooiste.
Het oudste verslag van een verschijning van de Feng Huang dateert uit 2647 v.Chr. Paren Chinese feniksen zouden gezien zijn in de tuinen van de keizer, waar ze nesten bouwden en mensen betoverden met hun lied. Later werden de vogels onder andere nog gezien tijdens een ceremonie aan het hof van keizer Shu.
De Fenghuang was aan de koninklijke Chinese familie gewijd en werd op japonnen van keizerinnen geborduurd, vlak naast de draak van de keizer. De Fenghuang en Chinese draak zijn wijdverbreide huwelijkssymbolen. In een Chinees huwelijk komen ze ook veelvuldig voor. De Fenghuang staat symbool voor de vrouw en de draak voor de man.